# Elaterosoma longissimum
Elaterosoma longissimum là một loài bọ cánh cứng trong họ Cerambycidae.